# Trepassey
 (novembre 2023).
Si vous disposez d'ouvrages ou d'articles de référence ou si vous connaissez des sites web de qualité traitant du thème abordé ici, merci de compléter l'article en donnant les références utiles à sa vérifiabilité et en les liant à la section « Notes et références ».
Trepassey (Trépassés en français) est un petit village de pêcheurs situé au sud-est de Terre-Neuve. La population est de 570 habitants en 2011 mais seulement de 405 en 2021.

## Historique
Le village a été fondé en 1617 sur un site bénéficiant d'un port naturel. Les colons ont abandonné le village en raison de difficultés. Le village a de nouveau été colonisé à une date ultérieure. Le village était abandonné à cause de la guerre en 1690, et il n'y restait aucun habitant en 1708.
Le toponyme Trepassey provient du mot Trépassés (hommes morts), du nom de la Baie des Trépassés sur la côte bretonne de France. On croit que cette localité a acquis ce nom en raison des nombreux naufrages qui ont eu lieu au large de ses côtes. Trepassey est le nom du port, de la baie et du village. Il est aussi possible qu'il ait été fondé par des bretons de Plogoff, ou se situe la baie des trépassés, sur le raz de Sein, ou par ressemblance avec ce lieu d'origine[réf. souhaitée].
Le village était un poste de pêche saisonnier au XVIe siècle. Les Basques, les Français, les Portugais et les Espagnols ont vécu et ont pêché dans cette région. Les premières tentatives de colonisation faites par les Anglais ont échoué, et il a fallu attendre la fin du XVIIe siècle pour que les Français prennent possession de la zone. Ils s'en servent d'ailleurs pour lancer des raids contre les Anglais, surtout avec l'aide de Pierre Le Moyne d'Iberville. En 1702, pendant la guerre de Succession d'Espagne, le contre-amiral John Leake de la Royal Navy entra dans le port dans le cadre d'une grande expédition navale visant à détruire de nombreux établissements français. Leake coula de nombreux navires marchands français et attaqua des postes de pêche français, les détruisant et chassant les Français de Trépassés. Jusqu'à la signature du traité d'Utrecht, Trépassés était le seul établissement frontalier entre la partie française de l'île de Terre-Neuve et la partie anglaise. Plus tard, des pêcheurs venus de l'ouest de l'Angleterre s'installèrent, suivis par un grand nombre d'Irlandais et dans les années 1770, les Irlandais formaient la majorité de la population de cet établissement de pêche.
C'est de Trepassey qu'est partie Amelia Earhart, la première femme à avoir réalisé la traversée de l'Océan Atlantique avec deux compagnons en 1928, avant de réaliser la première traversée d'une femme en solitaire en 1932.
Albert Cushing Read, le premier aviateur à avoir traversé l'Atlantique, avait fait escale à Trepassey Bay en 1919.

## Galerie

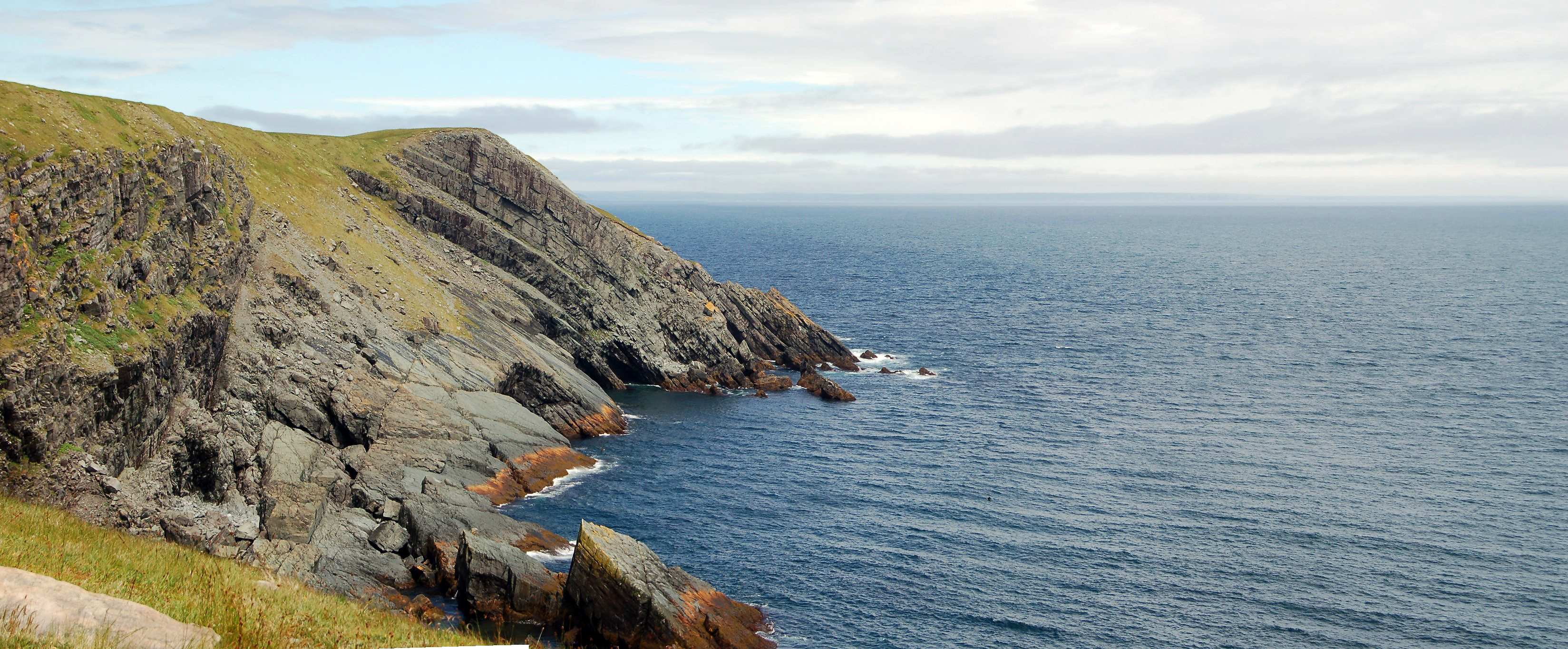
Vue de la baie de Trepassey.
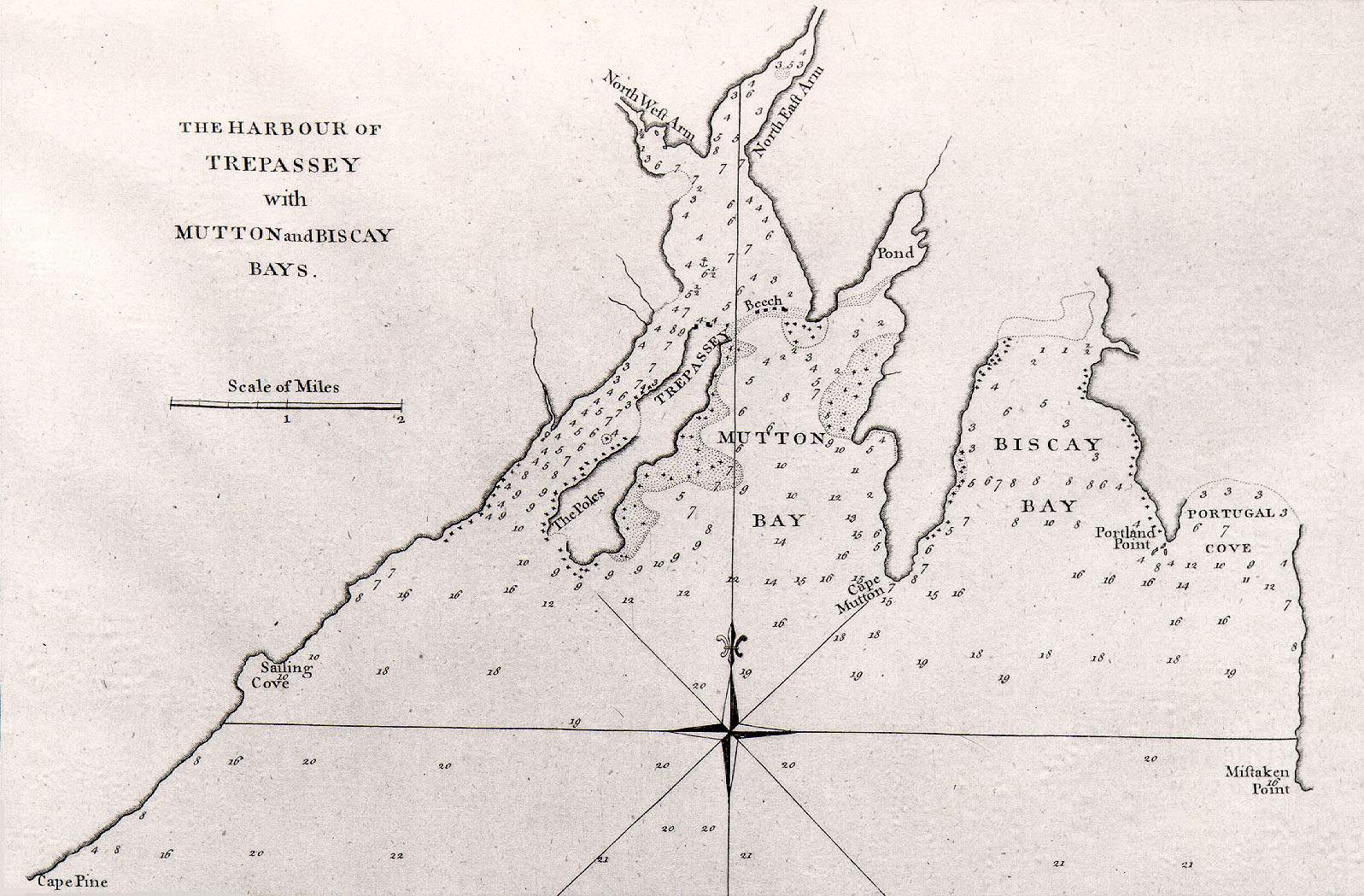
Ancienne carte de James Cook
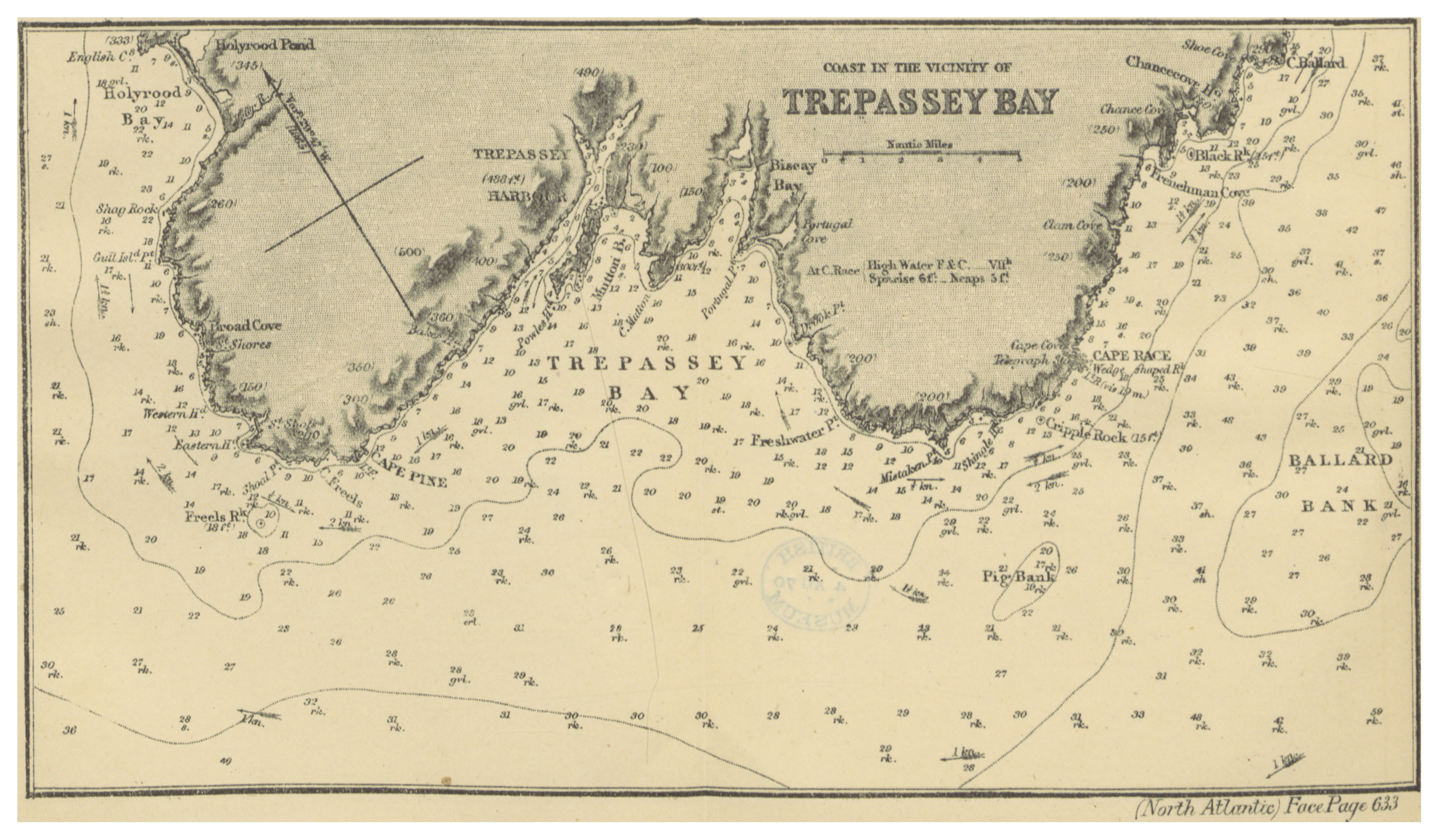
Carte de 1869
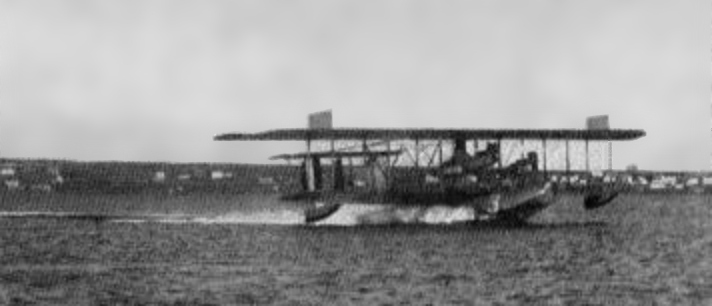
L'hydravion NC3 à Trepassey Bay en 1919
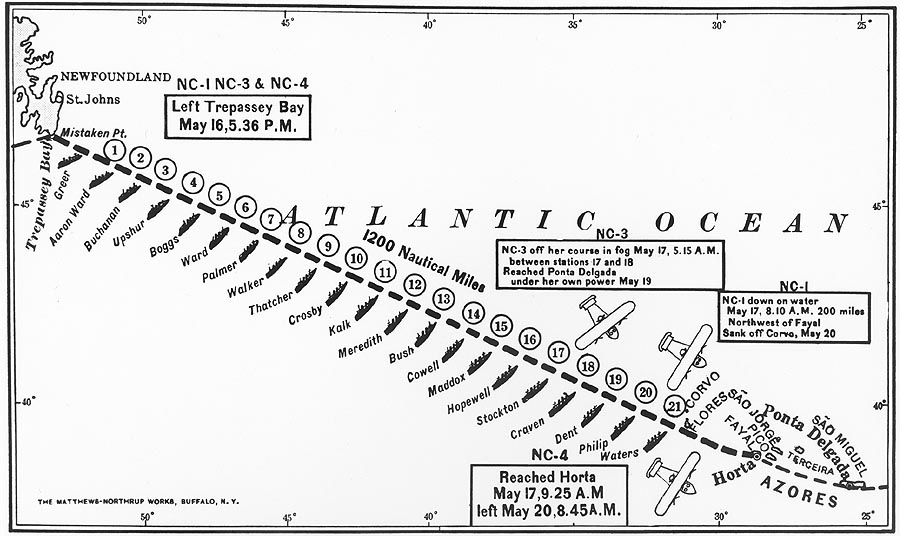
Schéma du vol entre Trepassey et les Açores